# Бяльский, Игорь Аронович
И́горь Аро́нович Бя́льский (21 декабря 1949, Черновцы — 7 июля 2022, Текоа) — русский советский и израильский поэт, переводчик, редактор «Иерусалимского журнала» и сайта «Иерусалимская Антология».

## Биография
Родился в семье военного врача-хирурга Арона Исааковича Бяльского, уроженца местечка Сквира. До 1961 года жил на Западной Украине (Самбор, Дрогобыч, Хыров, Яворов), затем в военном городке «Москва-400» (Кировская область); школу окончил в Звёздном (Пермская область). Окончил Пермский политехнический институт (1971), инженер по автоматике и телемеханике. Работал в НИИ управляющих машин и систем (НИИУМС), а также (окончив факультет общественных профессий) преподавал философию в Пермском политехническом институте.
В 1973 году переехал в Ташкент, где жил до отъезда в Израиль в 1990 году. Работал инженером в вычислительных центрах, заведовал отделом техобслуживания ВЦ Минпищепрома Узбекской ССР (1973—1984), консультантом в Союзе писателей (1985—1987). Один из основателей ташкентского Клуба самодеятельной песни «Апрель» (1975) и Чимганских фестивалей авторской песни (1977—1989), был принят в Союз писателей СССР (1987).
В 1990 году репатриировался в Израиль, в 2005 году переехал из Иерусалима в поселение Текоа.
Один из основателей (1999) и главный редактор «Иерусалимского журнала» — журнала современной израильской литературы на русском языке.
Участвовал в подготовке ныне раритетного диска «Иерусалимский альбом» (Юлий Ким, Дмитрий Кимельфельд, Марина Меламед, Александр Дов, Михаил Фельдман).
С 2004 года вёл семинары Мастерской поэтического перевода (вместе с Зеэвом Султановичем) и литературные вечера в Доме наследия Ури Цви Гринберга (Иерусалим).
Стихи включены в антологии «Строфы века», «Освобождённый Улисс», «Авторская песня» и другие, его переводы из Джона Апдайка — в антологию «Строфы века II».
В последние годы написал совместно с Юлием Кимом либретто мюзикла «Время складывать камни» — об исходе евреев из Вавилонского пленения и строительстве Второго Храма.
Большинство песен на его стихи последних лет написала Марина Меламед. В 2007 году в Кнессете на вечере, посвящённом 40-летию объединения Иерусалима, она исполнила песню на стихи Игоря Бяльского и на свою музыку «Я возвращаюсь в Иерусалим» (перевод на иврит — Инна Винярская).

### Антологии
1. Строфы века  — антология русской поэзии XX века. Составитель Евгений Евтушенко (1995).
2. Строфы века — 2. Антология мировой поэзии в русских переводах XX века. Составитель Евгений Витковский (1998).
3. [стихотворения] — стр. 236—238 // «Освобожденный Улисс». Современная русская поэзия за пределами России. / Сост. Д. Кузьмин. — М.: Новое литературное обозрение, 2004. — С 996, ISBN 5-86793-304-0.
4. [стихотворения] — стр. 209—211 / «Русская поэзия XXI века» (составитель Г. Н. Красников), Москва, изд. дом «Вече», 2010, — С. 464. — ISBN 978-5-9533-3874-5.